# Itálie na Letních olympijských hrách 1936
Itálii na Letních olympijských hrách v roce 1936 v německém Berlíně reprezentovala výprava 243 sportovců (227 mužů a 16 žen) v 17 sportech.

## Medailisté
| Medaile | Jméno | Sport           | Soutěž                       |
| ------- | --- | --------------- | ---------------------------- |
| Zlato   | Trebisonda Vallaová | Atletika        | Ženy 80 metrů překážek       |
| Zlato   | Ulderico Sergo | Box             | Muži váha bantamová do 54 kg |
| Zlato   | Giulio Gaudini | Šerm            | Muži fleret                  |
| Zlato   | Franco Riccardi | Šerm            | Muži kord                    |
| Zlato   | Giulio Gaudini Gioacchino Guaragna Gustavo Marzi Giorgio Bocchino Manlio Di Rosa Ciro Verratti | Šerm            | Družstvo mužů fleret         |
| Zlato   | Saverio Ragno Alfredo Pezzana Giancarlo Cornaggia-Medici Edoardo Mangiarotti Franco Riccardi Giancarlo Brusati | Šerm            | Družstvo mužů kord           |
| Zlato   | Bruno Venturini Alfredo Foni Pietro Rava Giuseppe Baldo Achille Piccini Ugo Locatelli Annibale Frossi Libero Marchini Sergio Bertoni Carlo Biagi Francesco Gabriotti Giulio Cappelli Alfonso Negro Luigi Scarabello | Fotbal          | Turnaj mužů                  |
| Zlato   | Giovanni Reggio Bruno Bianchi Luigi De Manincor Domenico Mordini Luigi Poggi Enrico Poggi | Jachting        | Třída 8 m                    |
| Stříbro | Mario Lanzi | Atletika        | Muži běh na 800 m            |
| Stříbro | Orazio Mariani Gianni Caldana Elio Ragni Tullio Gonnelli | Atletika        | Muži štafeta 4 × 100 m       |
| Stříbro | Almiro Bergamo Guido Santin Luciano Negrini | Veslování       | Muži dvojka s kormidelníkem  |
| Stříbro | Guglielmo Del Bimbo Dino Barsotti Oreste Grossi Enzo Bartolini Mario Checcacci Dante Secchi Ottorino Quaglierini Enrico Garzelli Cesare Milani                                                                      | Veslování       | Muži osmiveslice             |
| Stříbro | Gavino Matta | Box             | Muži váha muší 50.8 kg       |
| Stříbro | Severino Rigoni Bianco Bianchi Mario Gentili Armando Latini | Cyklistika      | Družstvo mužů stíhací závod  |
| Stříbro | Saverio Ragno | Šerm            | Muži kord                    |
| Stříbro | Gustavo Marzi | Šerm            | Muži šavle                   |
| Stříbro | Vincenzo Pinton Giulio Gaudini Aldo Masciotta Gustavo Marzi Aldo Montano Athos Tanzini | Šerm            | Družstvo mužů šavle          |
| Bronz   | Luigi Beccali | Atletika        | Muži běh na 1 500 m          |
| Bronz   | Giorgio Oberweger | Atletika        | Muži hod diskem              |
| Bronz   | Giorgio Bocchino | Šerm            | Muži fleret                  |
| Bronz   | Giancarlo Cornaggia-Medici | Šerm            | Muži kord                    |
| Bronz   | Silvano Abba | Moderní pětiboj | Muži jednotlivci             |